# Chi Hù
Chi Hù, tên khoa học Strix, là một chi chim trong họ Strigidae.
Các loài Hù có đặc điểm không có túm lông kiểu tai và thường có lối sống trong môi trường rừng. Các loài Hù trong chi Ciccaba đôi khi được đưa vào trong chi Strix. Chúng có kích thước trung bình đến khá lớn, và khá mạnh mẽ. Loài nhỏ nhất là Hù Hume, với chiều dài khoảng 30 cm và cân nặng trung bình 200g, trong khi loài lớn nhất, hù xám lớn, có thể dài trên 80 cm và cân nặng tới 1,9 kg. Chúng săn mồi chủ yếu về đêm, hầu hết con mồi là các động vật có vú nhỏ, chim và bò sát.

## Các loài
17 loài trong chi Strix
- Strix aluco: Hù nivicon
- Strix butleri: Hù Hume
- Strix chacoensis: Hù Chaco
- Strix davidi: Hù David
- Strix fulvescens: Hù Guatemala
- Strix hylophila: Hù vằn nâu
- Strix leptogrammica: Hù nâu hay Hù lào
- Strix nebulosa: Hù xám lớn
- Strix nivicolum: Hù Himalayan
- Strix ocellata: Hù vằn Ấn Độ
- Strix occidentalis: Hù đốm Mỹ
- Strix omanensis: Hù Oman
- Strix rufipes: Hù chân nâu
- Strix seloputo: Hù đốm Đông Nam Á
- Strix uralensis: Hù Ural
- Strix varia: Hù đốm sọc
- Strix woodfordii: Hù châu Phi

4 loài chuyển từ chi Ciccaba sang chi Strix
- Ciccaba albitarsis: Hù vằn hung
- Ciccaba huhula: Hù vằn đen
- Ciccaba nigrolineata: Hù vằn
- Ciccaba virgata: Hù đốm Nam Mỹ